# Hiro Hachiman-jinja

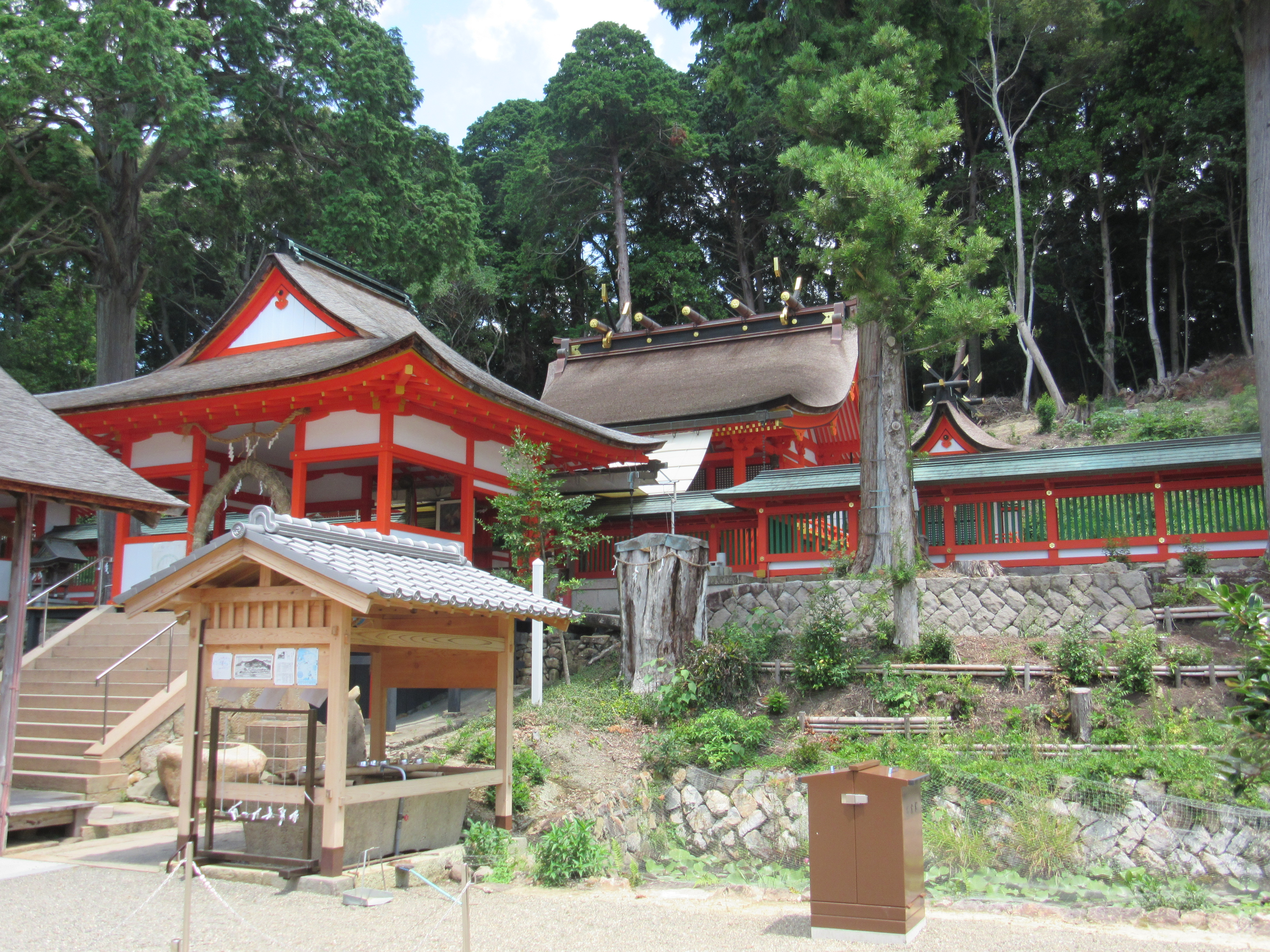
Le Hiro Hachiman-jinja en 2017.

Le Hiro Hachiman-jinja (広八幡神社) est un sanctuaire Hachiman situé à Hirogawa, préfecture de Wakayama), anciennement connu sous l'appellation « Hachiman-gu », et renommé pour être le sanctuaire d'Ubusuna-gami (dieu de la naissance) parmi les habitants des sept villages de la propriété Hiro. Il comprend quatre bâtiments : le honden (bâtiment principal), le Wakamiya-sha, le Kora-sha et le Tenjin-sha. Dans le bâtiment principal sont vénérés Hondawake-no-Mikoto (l'empereur Ojin), Tarashinakatsuhiko-no-Mikoto (l'empereur Chuai) et Okinagatarashihime-no-Mikoto (l'empereur Jingu). Le Wakamiya-sha est consacré à Ohsagi-no-Mikoto (l'empereur Nintoku), le Kora-sha à Tekenouchi-no-Sukune et le Tenjin-sha à Sugawara no Michizane, un grand érudit, calligraphe, poète et politique de l'époque de Heian.
Selon les Kii-Zoku-fudoki (anciens rapports de Kishu, Wakayama), il est construit durant le règne de l'empereur Kimmei. En 1585, son trésor et d'autres bâtiments sont incendiés pendant la guerre provoquée par le clan Toyotomi. Il traverse des moments difficiles jusqu'à ce qu'Asano Yoshinaga reprenne Kishu en 1600 et propose d'étendre son territoire et l'impôt foncier supplémentaire (10 koku). Même après que les Tokugawa de Kishu (branche Kii du clan Tokugawa) ont commencé à diriger Kishu, il est bien protégé financièrement au fil des ans comme appartenant à Asano.
Dédié aux divinités bouddhistes et shintoïstes, il possède un  massha (sous-sanctuaire), des tahōtō (pagodes), un kagura-den (bâtiment sacré de danses), un shōrō (beffroi) et un kannon-dō (déesse de la Miséricorde) ainsi que d'autres bâtiments. Toutefois ces édifices sont détruits lors de la mise en œuvre de la politique de séparation du shintoïsme et du bouddhisme au cours de l'ère Meiji.
Restaurés, les bâtiments du sanctuaire actuel, y compris le rōmon (porte à un étage) ont retrouvé leur splendeur passée.
Le Hiro Hachiman-jinja est unique car il comprend le monument au héros du village : Goryo Hamaguchi (en). Il est souvent appelé « Hamaguchi daimyo-jin » par les villageois et dénommé « un dieu vivant » par Lafcadio Hearn dans ses Gleanings in Buddha Fields (1897), en raison de sa bravoure quand un grand tsunami a frappé la région en 1854. Son inscription a été faite par Katsu Kaishū et la calligraphie écrite par Iwaya Ichiroku.